# Zangeneh-ye Soflá
Zangeneh-ye Soflá (persiska: زَنگِنِۀ سُفلَى, زَنگِنِه, زَنگِنِۀ پائين) är en ort i Iran. Den ligger i provinsen Hamadan, i den nordvästra delen av landet, 280 km sydväst om huvudstaden Teheran. Zangeneh-ye Soflá ligger 1 966 meter över havet och antalet invånare är 366.
Terrängen runt Zangeneh-ye Soflá är huvudsakligen kuperad, men åt sydost är den platt. Zangeneh-ye Soflá ligger nere i en dal. Runt Zangeneh-ye Soflá är det ganska tätbefolkat, med 54 invånare per kvadratkilometer. Närmaste större samhälle är Gamasa, 11,3 km nordost om Zangeneh-ye Soflá. Trakten runt Zangeneh-ye Soflá består i huvudsak av gräsmarker.